# 1948 en littérature
| Années de la littérature : 1945 - 1946 - 1947 - 1948 - 1949 - 1950 - 1951    |
| Décennies de la littérature : 1910 - 1920 - 1930 - 1940 - 1950 - 1960 - 1970 |

Cet article présente les faits marquants de l'année 1948 en littérature.

## Événements
- 13 mars : premier volume de la collection de manuels d’histoire littéraire Lagarde et Michard.
- 11 mai : fondation du Collège de 'Pataphysique.

## Parutions

### Biographies, récits et souvenirs
- Pierre Clostermann, Le Grand Cirque
- Ramón Gómez de la Serna, Automoribundia

### Essais
- Gaston Bachelard, La Terre et les Rêveries de la Volonté
- Paul Bénichou, Morales du grand siècle
- Julien Gracq, André Breton
- François Le Lionnais, Les grands courants de la pensée mathématique, Paris, Cahiers du Sud, 1948 (réimpr. 1962, libr. A. Blanchard ; 1997, éd. Hermann), 533 p.
- Cesare Pavese, La Maison aux collines, sur la dévastation et les morts de la guerre.
- Maurice Blanchot : L'Arrêt de mort.

#### Histoire
- Raphaël Tardon, Le Combat de Schœlcher, essai historique

### Livres d'art
- André Chamson, La Peinture française au Musée du Louvre (éd. Braun)

### Poésie
- Saint-John Perse, La Gloire des rois, recueil de poèmes paru (en intégralité) aux éditions de La Nouvelle Revue française.
- Léopold Sédar Senghor, Hosties noires
- collectif : Aimé Césaire, Léon-Gontran Damas, Birago Diop, David Diop, Jacques Rabemananjara : Anthologie de la nouvelle poésie nègre et malgache

### Publications
- Georges Lafond, Argentine, éd. ELA, 288 pages. géographie territoriale politique et économique de l'Argentine.

### Romans

#### Auteurs francophones
- Hervé Bazin, Vipère au poing. Une mère particulièrement dure.
- Gabriel Chevallier, Mascarade.
- Jacques Laurent, Les Corps tranquilles
- Roger Nimier, Les Épées
- Roger Peyrefitte, L'Oracle.
- Antoine de Saint-Exupéry, Citadelle (posthume).
- Raphaël Tardon, La Caldeira, reconstitution du Saint-Pierre d'avant l'éruption de 1902.

#### Auteurs traduits
- Peter Abrahams (sud-africain) : Le Sentier du tonnerre.
- Truman Capote (américain), Les Domaines hantés.
- William Faulkner (américain), L'Intrus.
- Giovannino Guareschi (italien), Le petit monde de Don Camillo.
- Irwin Shaw (américain), Le Bal des maudits.

### Policiers et thrillers
- Agatha Christie, Le Flux et le Reflux
- Agatha Christie, Témoin à charge (recueil de nouvelles)
- Shirley Jackson, La Loterie

### Récit autobiographique
- Georges Simenon, Pedigree (15 octobre)

## Théâtre
- 26 janvier : Le Maître de Santiago, pièce de Montherlant.
- 3 avril : L'écrivain et philosophe Jean-Paul Sartre publie Les Mains sales.
- 23 avril : J'irai cracher sur vos tombes, pièce de Vernon Sullivan, alias Boris Vian.
- 15 octobre : Le Voleur d’enfants, pièce de Jules Supervielle.
- 17 décembre : Partage de midi, pièce de Paul Claudel.
- Julien Gracq : Le Roi pêcheur
- Jean Dutourd : L'Arbre (Gallimard)

## Prix littéraires
- 3 mai :  Tennessee Williams prix Pulitzer pour Un tramway nommé Désir
- 3 octobre : Thomas Stearns Eliot, prix Nobel de littérature
- 6 décembre : Maurice Druon, prix Goncourt pour les Grandes Familles
- Prix Renaudot : Pierre Fisson pour Voyage aux horizons
- Prix Femina : Emmanuel Roblès pour Les Hauteurs de la ville
- Prix Interallié : Cortiz s'est révolté d'Henry Castillou
- Grand prix du roman de l'Académie française : Ginèvre d'Yves Gandon
- Prix des Deux Magots : Au pays du Bon Dieu d'Yves Malartic
- Prix du Quai des Orfèvres : Yves Fougères pour Nuit et brouillard
- Prix international Charles Veillon à Lausanne : Pierre Gamarra pour La Maison de feu
- Prix du Gouverneur général (Canada) : voir les lauréats
- Le Congolais Paul Lomani-Tshibamba reçoit le premier prix de littérature à la foire Coloniale de Bruxelles
- Prix Viareggio : Elsa Morante pour Mensonge et Sortilège

## Naissances
- 8 février : Jean-Marc Cormier, écrivain québécois.
- 10 février : Maria Masella, écrivaine italienne.
- 17 mars : Patrice Desbiens, poète canadien.
- 31 mars : Enrique Vila-Matas, écrivain espagnol.
- 28 avril : Terry Pratchett, écrivain britannique de science-fiction et de fantasy († 12 mars 2015).
- 5 mai : Kim Hoon, écrivain, journaliste et critique sud-coréen.
- 17 mai : Elena Schwarz, poétesse russe († 11 mars 2010).
- 21 juin : 
  - Ian McEwan, romancier et scénariste britannique.
  - Alain Surget, écrivain français.
- 23 juillet : Mary Hooper, écrivain britannique, auteure de littérature d'enfance et de jeunesse.
- 20 septembre : George R. R. Martin, écrivain américain de science-fiction et de fantasy.
- 29 octobre : Hugues Corriveau, poète, romancier, essayiste, critique et professeur québécois.

## Décès
- 4 mars : Antonin Artaud, écrivain français, 51 ans
- 15 juin : J.-H. Rosny jeune, écrivain belge de science-fiction et de romans d'aventures, mort à 88 ans.
- 5 juillet : Georges Bernanos, écrivain français, 60 ans